# SuperSpeed 1
Die SuperSpeed 1 ist eine Fähre der Color Line. Wie ihr Schwesterschiff SuperSpeed 2 wurde sie bei der finnischen Werft Aker Yards gebaut. Sie erreicht eine maximale Geschwindigkeit von 27 Knoten. Die SuperSpeed 1 befährt seit März 2008 die Route Kristiansand (Norwegen) – Hirtshals (Dänemark).

## Geschichte
Im Frühjahr 2004 begann die Color Line mit der Planung für neue Fähren für den Skagerrak-Verkehr. Die Schiffe mussten eine Geschwindigkeit erreichen können, sodass sie für die Nachtüberfahrten nur noch Kabinen für die LKW-Fahrer brauchten. Am 15. Dezember 2005 wurde der Bauauftrag an Aker Finnyards in Rauma vergeben. Am 29. Januar 2007 wurde das Schiff schließlich auf Kiel gelegt und am 31. Juli 2007 ausgedockt. Color Line übernahm das Schiff am 27. Februar 2008. Am 12. März 2008 wurde das Schiff in Kristiansand getauft. Am 13. März 2008 nahm das Schiff den Betrieb zwischen Hirtshals und Kristiansand auf und ersetzte damit die Christian IV. Die Fahrzeit verkürzte sich auf 3 Stunden und 15 Minuten.
Zwischen Ende Dezember 2010 und Anfang Februar 2011 wurde das Schiff für 12,7 Mio. Euro bei STX Finland in Helsinki umgebaut. Seit dem 1. Februar 2011 können hierdurch 400 weitere Passagiere transportiert werden. Seitdem befindet sich an Bord das größte Pizza-Restaurant Europas mit rund 500 Plätzen. Während des Umbaus brach am 16. Januar 2011 ein Feuer an Bord aus.
Am 3. Dezember 2011 wurde das Schiff von einer hohen Welle getroffen. Dabei schalteten sich die Maschinen ab, und Fenster auf der Brücke zerbarsten. Nach der Ankunft in Kristiansand wurden die Schäden behoben.

## Ausstattung

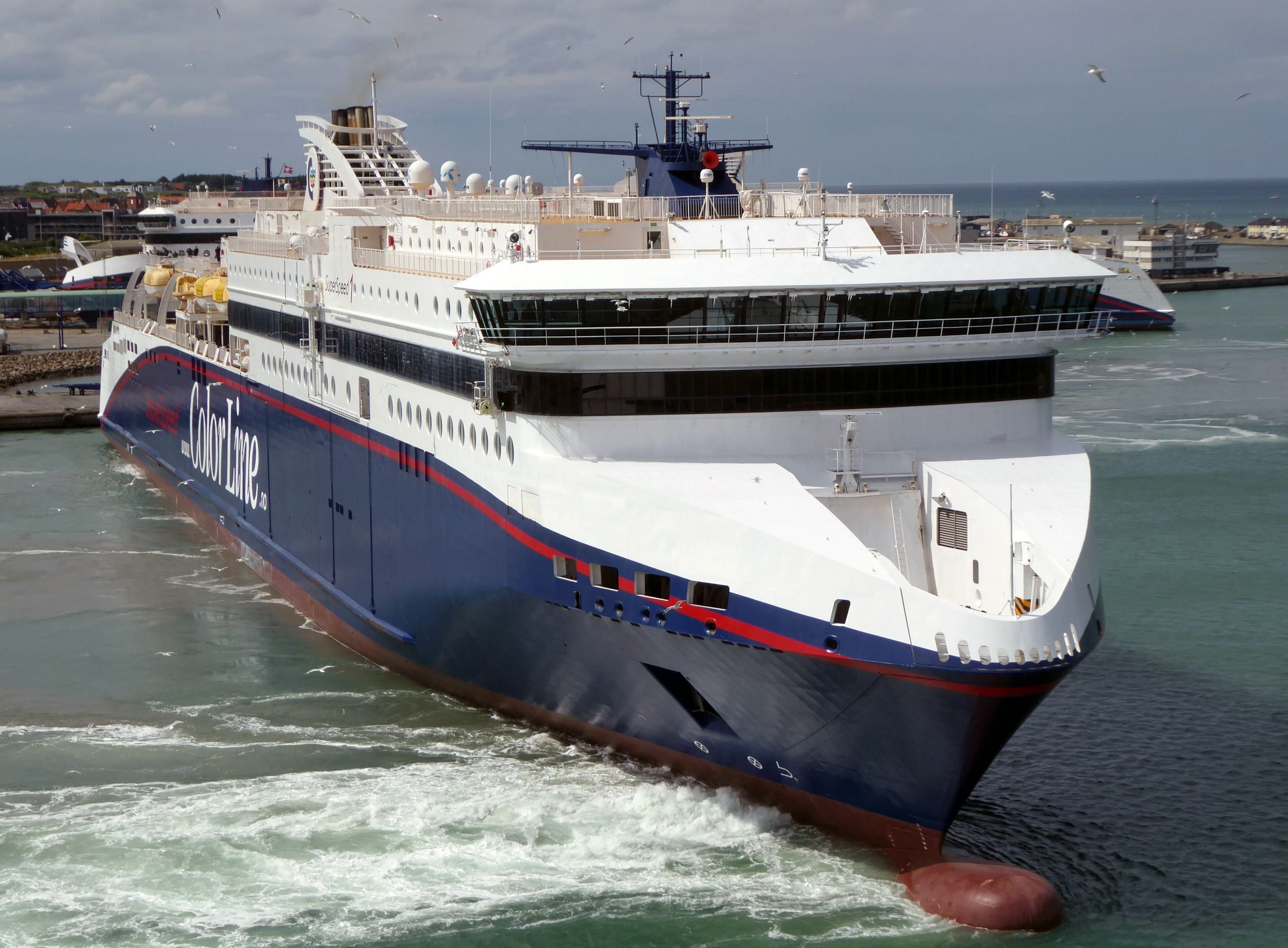
Superspeed 1 beim Drehen in Hirtshals 2021

An Bord gibt es ein großes Buffetrestaurant mit kalten und warmen Speisen; diese sind nicht im Fahrpreis enthalten. Ein Café, eine Cafébar und verschiedene Shops runden das Angebot ab. Die Fahrgäste können sich gegen Aufpreis in der Business- oder Voyagerklasse aufhalten. Dort sind in den Rückenlehnen der Bestuhlung Bildschirme für TV und Internet eingebaut. Für LKW-Fahrer stehen 54 Kabinen zur Verfügung.
Das Schiff verfügt über 2036 Spurmeter und kann 764 Autos transportieren.
Die Maschinenanlage besteht aus vier mittelschnelllaufenden Dieselmotoren (Wärtsilä-Motoren vom Typ 9L46) mit je 9.600 kW Leistung bei 500 Umdrehungen pro Minute, die zwei Rolls-Royce-KaMeWa-Propeller antreiben. Als Hilfsmaschinen zur Erzeugen elektrischer Energie dienen vier Wärtsilä-Motoren vom Typ 6L32 mit je 3.000 kW Leistung. Für das sichere Manövrieren z. B. im Hafen von Hirtshals sind zwei Bugstrahlruder mit je 2.400 kW Leistung sowie ein Heckstrahlruder mit 1.200 kW Leistung installiert.